# بخارای شریف (روزنامه)
بخارای شریف نخستین روزنامه به زبان فارسی بود که در آسیای میانه منتشر شد. انتشار این روزنامه در روز دوشنبه ۲۰ اسفند ۱۲۹۰ (۱۱ مارس ۱۹۱۲ میلادی) در بخارا آغاز شد. بعد از تجزیه شوروی و استقلال جمهوری تاجیکستان، سالروز تأسیس این روزنامه به عنوان روز مطبوعات تاجیکستان اعلام شده‌است.

## تأسیس روزنامه
میرزا محیاالدین و میرزا سراج‌الدین که هر دو از پیشگامان جنبش تجـددخواهی بودند و به نقش روزنامه در امر بیداری و تشکل جـوانان بخارا و امر پیشبرد اصلاحات و تجـدد به خوبی آگاه بودند، برای به دست آوردن روزنامه برنامه‌ای دقیق طرح‌ریزی کردند. ق. ل. لیوین، بازرگان شناخته شدهٔ پنبه به نمایندگی روسیه تزاری در بخارا برای دریافت امتیاز نشر روزنامه مراجـعه و ادعا کرد که برای آشنا ساختن مردم بخارا با سیاست روسیه و نیز افزایش محصول پنبه، که صنایع بافندگی روسیه به آن نیاز جدی داشت، تأسیس یک روزنامه ضروری است. تجددخواهان بخارا برای اطمینان خاطر نمایندگی روسیه، حیدر خواجه میربدل، مترجم سفارت روسیه در بخارا را به عنوان مدیر روزنامه تعیین کردند و میرزاجلال یوسف‌زاده را که با روزنامه‌نگاری آشنایی نزدیک داشت، از قفقاز دعوت کردند.
امیر عالم خان، امیر بخارا براساس درخواست سفارت روسیه به ق. ل. لیوین و حیدر خواجه میر بدل اجازه نشر روزنامه را داد و به این ترتیب روزنامهٔ بخارای شـریف، نخستین نشریه بخارایی به کوشش جدیدی‌ها به زبان فارسی در ۲۰ اسفند ۱۲۹۰ در بخارا چاب شـد. نقش فعالان جـنبش جـوان‌بخارائیان (جدیدی‌ها) در نوشتن مقاله‌ها برجسته است، اما بنا بر جو حاکم سانسور و استبدادزدگی جامعه، تعداد زیادی از مقاله‌ها به نام مستعار نشر می‌گردید. روزنامه در قطع ۲۶ در ۴۳ سانتی‌متر، در چهار صفحه و در هر هفته شش شماره منتشر می‌شد.
«بخـارای شـریف» در نخستین شماره‌اش نوشته است: «... به همت ملت‌پسندانه چند نفر معـارف‌پرور و ترقی‌خواهان، روزنـامـه‌ٔ بخـارای شـریف بـه زبان رسمی بـخـارا کـه فـارسی است، تأسیس شـده... برای ۹–۱۰ میلیون نفر... همین یک روزنـامـه است و فقط.»

## موضوعات روزنامه
در بخارای شریف بیشتر دربارهٔ این موضوعات، مطلب نگاشته می‌شده است: تعمـیم عـلوم، ترویج معـارف، گشایش و اصلاح مکاتب و مدارس، بـهبـود امور کشاورزی، آبیاری، باغداری، دامپروری و ترقی اقتصادی، توجه بـه حقوق و وظایف حکـومـت و رعایا، اصلاح اداره امارت بـخـارا، مبارزه علیه جهل، خرافه‌پسندی و عادات ناپسند، بـهبـود امور بـهداشتی، پرورش زبان و ادب فارسی، رابطه دین و مذهب و وحدت جهان اسلام.

## توقیف روزنامه
در اوایل دی ۱۲۹۱ نمایندگی سیاسی روسیهٔ تزاری در ترکستان از امیر بخارا درخواست کرد که روزنامهٔ «بخارای شـریف» را تعطیل کند. البته امیر این درخواست را با گرمی پذیرفت. به تاریخ ۱۲ دی ۱۲۹۱ پیتروف، نماینده روسیه در بخارا، از طرف امیر عالم خان، امیر امارت بخارا، نامه تهدیدآمیزی به سردبیر روزنامهٔ «بخارای شریف»، میرزا جلال یوسف زاده نوشت که در آن چنین حکم صادر شده بود: «موافق خواهش اعلیحضرت امیر بخارا از همین روز اعتبار نشر بخارای شـریف... ممنوع می‌شود.» بدین‌ترتیب روزنامهٔ «بخارای شـریف» پس از نشر ۱۵۳ شماره در ۱۲ دی ۱۲۹۱ (۲ ژانویه ۱۹۱۳)، با درخواست نمایندگی سیاسی روسیهٔ تزاری و توافق امیر عالم خان، امیر بخارا تعطیل شـد.

## انتشار و تعطیلی دوباره
این نشریه پس از فروپاشی شوروی، در سال ۱۳۷۰ شمسی دوباره شروع به کار کرد. این بار به جای الفبای فارسی، الفبای سیریلیک به کار رفت. زیرا بسیاری از مردم دیگر الفبای فارسی را نمی‌دانستند. در سال ۱۳۸۲ این نشریه به دلیل سیاست‌های ازبک‌سازی دولت ازبکستان دوباره تعطیل شد.